# 徐昌緒
徐昌緒（1829年1月16日—1892年6月27日），字令甫，又字子正，號琴舫，又號遁溪，四川忠州直隸州酆都縣人，世居梁山縣屏井鋪移居酆都。清朝翰林。

## 生平
道光二十九年（1849年）拔貢，朝考授戶部小京官，咸豐二年（1852年）壬子科中順天鄉試，咸豐六年（1856年）丙辰科進士，授翰林院編修，加侍講學士銜。歷任員外郎銜河南陝西司捐納房主事、文淵閣校理。在京師頗有文名。後因肅順案免職回鄉，主講東川書院，任山長。